# Galerie der Neuzeit
Galerie der Neuzeit war der Titel einer Ausstellung moderner Kunst der Kunstsammlungen der Stadt Düsseldorf in der Kunsthalle Düsseldorf, die mit einem Schwerpunkt auf Landschaften und Stillleben des Expressionismus ab 1934 zusammengestellt und am 17. Juli 1935 eröffnet wurde. Scharfe Kritik seitens verschiedener Stellen nationalsozialistischer Kulturpolitik und Unklarheiten über deren Akzeptanz von Gegenwartskunst führten wiederholt zu Schließungen, zur Aussonderung und Veräußerung unerwünschter moderner Kunst sowie zur Verflachung des Ausstellungskonzepts, ehe die Ausstellung zeitgleich zur Eröffnung der Münchner Ausstellung Entartete Kunst im Sommer 1937 ihre Pforten endgültig schloss.

## Geschichte

### Vorgeschichte
Bereits unter ihrem Kustos Walter Cohen und ihrem Direktor Karl Koetschau hatte die 1913 gegründete Städtische Kunstsammlung Düsseldorf die städtische Ankaufskommission zum Erwerb moderner Werke bewegt, so eine durchaus progressive Ausrichtung durchgesetzt und bis zur „Machtergreifung“ eine ansehnliche Sammlung gegenständlicher Kunst des 20. Jahrhunderts zusammengetragen. Ihr Schwerpunkt lag auf der Förderung der Kunst aus dem Rheinland, ergänzt durch einige Spitzenwerke von deutschen Künstlern aus anderen Regionen. Viele andere deutsche Museen hatten eine ähnliche Linie beim Aufbau und der Ergänzung ihrer Sammlungen verfolgt.
Kurz nach der Machtübernahme des Nationalsozialismus wurde Cohen zwangsweise in den Ruhestand versetzt und aus dem Museumsdienst entlassen, während Koetschau 1933 als neuer Leiter an das Kaiser-Friedrich-Museum in Berlin wechselte. Mit Horst Ebel trat im gleichen Jahr ein Mitglied der NSDAP an die Spitze der Düsseldorfer Kulturverwaltung. Als Fachberater für Kommunalpolitik hatte dieser ab 1926 im Gau Rheinland-Nord eine Parteikarriere gemacht und war ab 1930 von dem Gauleiter Friedrich Karl Florian gefördert worden. In seiner Funktion als Kulturdezernent ließ Ebel zur Gleichschaltung des Düsseldorfer Kulturbetriebs 1934 die Gesellschaft zur Förderung der Düsseldorfer bildenden Kunst gründen, der sein Parteigenosse, der Landschaftsmaler Fred Kocks, als Geschäftsführer vorstand. Auf Ebels Betreiben wurde Kocks außerdem Kustos in den Städtischen Kunstsammlungen und Leiter der Kunsthalle Düsseldorf. 1933 zunächst kommissarisch berufen, stieg der parteilose, politisch kooperationswillige Kunsthistoriker Hans Wilhelm Hupp auf Vorschlag von Koetschau im März 1934 zum vollamtlichen Leiter der im gleichen Jahr als Verbund mehrerer Einzelmuseen reorganisierten Städtischen Kunstsammlungen auf. Bei seiner Ernennung äußerte Hupp programmatisch:

„Seine Stellung als westdeutsche Kunststadt legt Düsseldorf die Verpflichtung auf, neben seinem großen Kunstmuseum auch eine Galerie der Gegenwart zu schaffen.“

### Ursprüngliches Ausstellungskonzept
Ebel, Hupp und Kocks machten sich bald daran, ein Ausstellungskonzept für Gegenwartskunst in Düsseldorf zu erarbeiten. Als Titel der Ausstellung wählten sie den Begriff „Galerie der Neuzeit“, den Namen einer tatsächlich auf Kunst der Neuzeit ausgerichteten Abteilung des Kölner Wallraf-Richartz-Museums, wo Hupp früher beschäftigt gewesen war. Als kuratorisches Vorbild dürfte ihnen jedoch die „Galerie der Lebenden“, die Neue Abteilung der Berliner Nationalgalerie im Kronprinzenpalais, die ab 1919 auch expressionistische Kunst zeigte, gedient haben. Ab 1933 dort einsetzende Schwierigkeiten, die Ende 1933 zur Entlassung von Alois Schardt geführt und zur „Entschärfung“ der Schausammlung unter Eberhard Hanfstaengl hatten, verfolgten Ebel, Hupp und Kocks offenbar nicht oder schätzten sie andernfalls falsch ein.

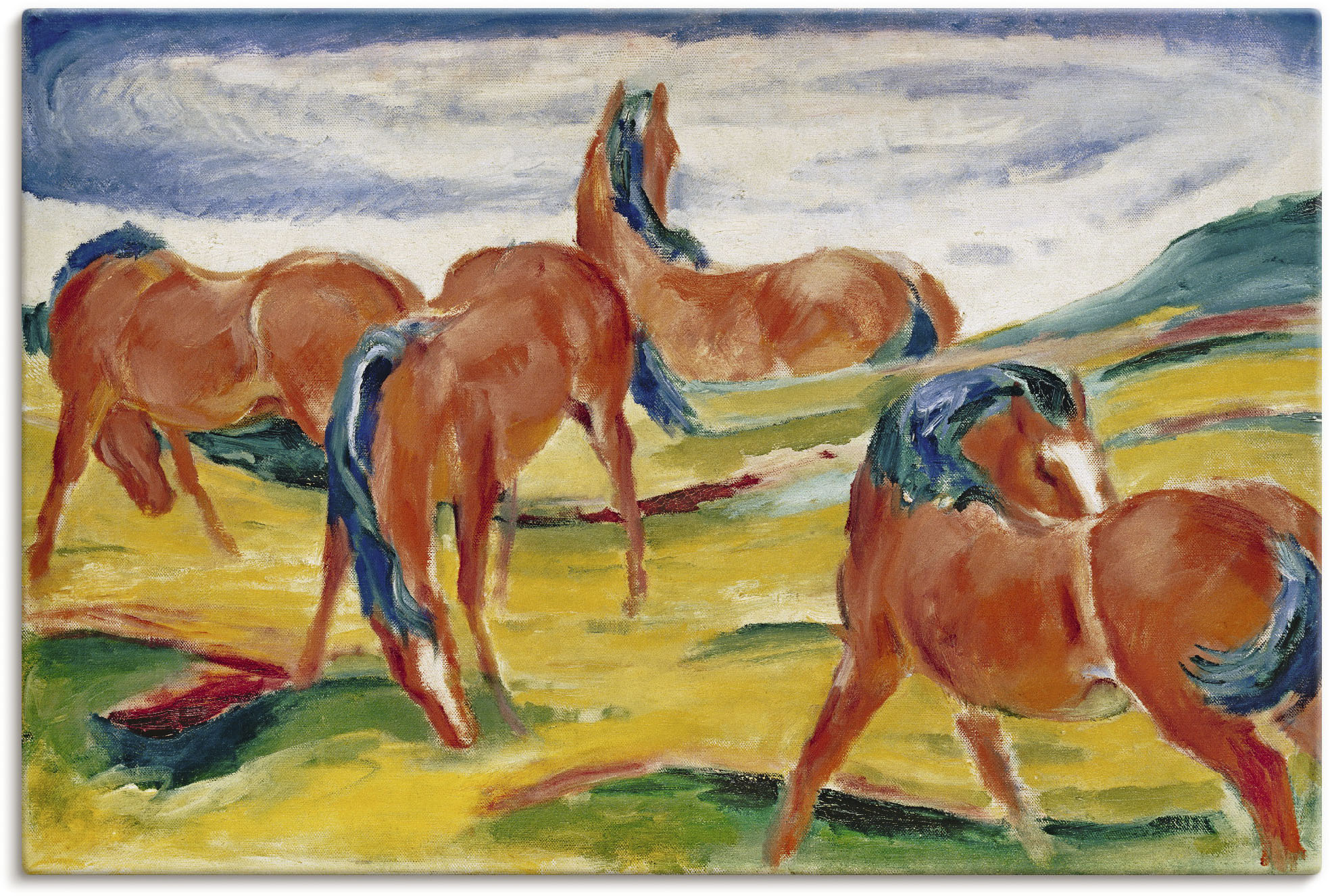
Franz Marc: Weidende Pferde III, 1910, im Jahr 1934 aus Wuppertaler Privatbesitz für die „Galerie der Neuzeit“ durch Tausch erworben, 1935 dort Teil der Ausstellung, 1937 wegen Schwierigkeiten mit Stellen nationalsozialistischer Kulturpolitik an die Galerie Hans Bammann verkauft, 2008 für umgerechnet 16,5 Millionen Euro versteigert, heute Privatbesitz

Für die „Galerie der Neuzeit“ erwarb Hupp ganz gezielt expressionistische und andere avantgardistische Werke, so 1934 aus dem Besitz des Wuppertaler Klavierbauers und Kunstsammlers Rudolf Ibach beispielsweise die Tongrube von Erich Heckel, die Rote Abendsonne von Emil Nolde und das Werk Der Cellospieler von Max Pechstein. Als Ankäufe folgten 1935 Christian Rohlfs’ Großer und kleiner Waxenstein, Gerhard Marcks’ Bronze Still allein (aus der Galerie Alex Vömel) sowie Noldes Herbstblumen (aus der Galerie Ferdinand Möller). Im November 1934 wandten sich die Städtischen Kunstsammlungen an Künstler, um ältere Werke gegen neuere auszutauschen. Von der Stadt Soest konnte Hupp im Tausch gegen Rohlfs’ Rotes Haus Wilhelm Morgners Arbeitende Frauen erhalten. Auch im Kunsthandel machte er gezielte Erwerbungen im Wege des Tausches: 1934 ein Selbstbildnis Karl Hofers und ein Sitzendes Mädchen von Aristide Maillol gegen Abgabe eines Stilllebens und einer Landschaft von Hofer, ferner Ernst Barlachs Lesende Mönche (1932) gegen dessen Singenden Mann (1928) sowie Paul Adolf Seehaus’ Eisenbahnbrücke gegen dessen Stadt am Berge, außerdem – vermittelt durch den Kunsthistoriker Richart Reiche aus Wuppertaler Privatbesitz (Carl Ferdinand Holzrichter) – Franz Marcs Weidende Pferde III gegen ein Bild des Düsseldorfer Landschaftsmalers Andreas Achenbach. Für die Eröffnung der „Galerie der Neuzeit“ plante Hupp darüber hinaus die Präsentation von Leihgaben von prominenten Sammlern moderner Kunst. Hierzu kontaktierte er etwa Josef Haubrich und Helene Kröller-Müller.
Nach zeitgenössischen Presseberichten zeigte die „Galerie der Neuzeit“ bei ihrer Eröffnung in der Kunsthalle Düsseldorf in ihren vier oberen Sälen, in einem Seitenraum und in einem Kabinett folgende thematische Gliederung:
- Deutsche und artverwandte ausländische Malerei (Saal 1)
- Deutsche Bildhauer des 20. Jahrhunderts (Saal 2)
- Düsseldorfer Malerei der letzten Jahrzehnte (Saal 3)
- Rückkehr zur Wirklichkeitsmalerei (Saal 4 und Seitenraum)
- Aquarelle (Kabinett).

Neben expressionistischer Kunst gelangten auch Werke der Neuen Sachlichkeit und Arbeiten solcher Künstler, deren Arbeiten auf der Linie nationalsozialistischer Kulturpolitik lagen, zur Ausstellung. Letztere Richtung war insbesondere durch die Maler Werner Peiner und Ludwig Siekmeyer vertreten. Von vornherein als untragbar erachtete Werke bedeutender deutscher Gegenwartskünstler wie Jankel Adler, Paul Klee, Otto Dix, Max Ernst, Ernst Ludwig Kirchner und Gert Heinrich Wollheim waren nicht ausgestellt. Insgesamt zeigte das Ausstellungskonzept eine Bevorzugung der Landschafts- und Stilllebenmalerei sowie eine Meidung der Figurenmalerei. Im Sinne eines dokumentarischen Rückblicks sollte die Ausstellung unter Auslassung von Werken, die nach nationalsozialistischen Moral- und Kunstvorstellungen schlechterdings abzulehnen waren, die Gegenwartskunst vor dem „Umbruch“ des Jahres 1933 zeigen.
Im Glauben, so eine den kulturpolitischen Anforderungen des NS-Staats entsprechende Ausstellung geschaffen zu haben, hielt Ebel am 17. Juli 1935 eine Eröffnungsansprache, in der er bekundete, dass alles, was man als Kulturbolschewismus bezeichne, „ausgemerzt“ worden sei. Kurz vor der Eröffnung schrieb Hupp für die Rheinische Landeszeitung entsprechend:

„Das Schaffen der Jahrzehnte, welche die Galerie der Neuzeit umfaßt, hat eine Reihe von Entartungen gezeigt. Diese haben in den Museen des neuen Staates nichts zu suchen.“

### Eklat bei der Eröffnung und erste Schließung
Bei der Eröffnung der Ausstellung kam es zu einem Eklat, der sich um Bilder von Max Pechstein und Oskar Kokoschka drehte und wohl von Erik Richter ausging, dem stellvertretenden Gauobmann und Kreisobmann der NS-Kulturgemeinde, die 18.600 Mitglieder vertrat. Infolgedessen wurde die Ausstellung am folgenden Tag wieder geschlossen. Sodann fragte die Stadt via Gauleiter Florian und Amt Rosenberg bei dem von Bernhard Rust geleiteten Reichsministerium für Wissenschaft, Erziehung und Volksbildung Folgendes an:

„1. Sind Max Pechstein und Oskar Kokoschka Juden? […] 2. Sind die genannten beiden Maler als Kulturbolschewisten zu betrachten? 3. Bestehen Bedenken, daß Werke von Pechstein und Kokoschka in einem Museum hängen?“

Daraufhin erfolgte vom Amt Rosenberg das Angebot, Kunstwerke aus Berlin in die Düsseldorfer Ausstellung zu schicken, das allerdings Oberbürgermeister Hans Wagenführ dankend mit der Bemerkung ablehnte, man habe „keineswegs die Absicht, (…) mit diesen Bildern eine nationalsozialistische Weltanschauung zeigen zu wollen.“ Während Saal 1 offenbar für längere Zeit geschlossen blieb, wurden die restlichen Säle nach einer Weile für die Besucher wieder geöffnet.

### Beschränkung, Umgestaltung, erneute Eröffnungen und Schließungen
Am 4. August 1935 verfügte Oberbürgermeister Wagenführ, dass die „Galerie der Neuzeit“ auf Werke aus Düsseldorf, dem Niederrhein und dem Bergischen Land zu beschränken sei. Offenbar glaubte die Verwaltung so, den Anschuldigungen aus dem Weg gehen zu können. Doch jetzt fokussierte sich die Kritik auf regionale Künstler. Daraufhin gab Ebel nach und ließ Bilder von Curt Lahs und Robert Pudlich abhängen. Auf Initiative von Hupp wurde außerdem die Hängung auf ein Werk je Künstler reduziert. Durch die Maßnahmen war das künstlerische Niveau der „Galerie der Neuzeit“ allerdings drastisch gefallen. Frustriert schrieb Hupp im August an Ebel, „dass gegenüber den anderen Museumsabteilungen die Galerie der Neuzeit einen fast unmöglichen Abstand in den künstlerischen Werten hat“ und „man von den Museen nicht verlangen kann, daß sie nur Kunstwerke zeigen, die den geistigen Grundlagen des Nationalsozialismus entsprechen“. Einlenkend entschloss er sich bald, einzelne umstrittene Werke im Tausch abzugeben, etwa Klees Kleines Dünenbild von 1926, für das er im September 1935 eine Zeichnung von Wilhelm Leibl erhielt.
Nach einer grundlegenden Umgestaltung der Ausstellung wurde die „Galerie der Neuzeit“ am 10. Mai 1936 wieder eröffnet, nunmehr mit nur zwei Sälen und ohne Eröffnungsfeier. Bei einer Kontrollbesichtigung waren dem NSDAP-Kreisleiter Karl Walter zuvor noch drei Bilder aufgefallen, die er vorsichtshalber abhängen ließ. Trotzdem gab es bald schon wieder Beanstandungen: Der Geschäftsführer der örtlichen Dienststelle der Reichskulturkammer äußerte sich nach einem Besuch in der Presse abfällig. Ende Mai 1936 erfolgte eine erneute Schließung. Daraufhin versuchte die städtischen Kulturverwaltung abermals, Aufschluss über die Akzeptanz von Künstlern hinsichtlich der nationalsozialistischen Kunstpolitik zu erhalten. Kurz vor dem Jahreswechsel entschied Oberbürgermeister Wagenführ, pauschal alle Werke der Ausstellung, die nicht von rheinisch-westfälischen Künstlern stammten, zu veräußern. So begann ein systematischer Abverkauf, etwa von Marcs Weidende Pferde III (an die Galerie Hans Bammann), Dix’ Selbstporträt mit Nelke (über Ferdinand Möller an das Detroit Institute of Arts), Ferdinand Hodlers Der Gärtner (an Karl Haberstock in Berlin), Max Liebermanns Kartoffelernte in Barbizon (an Johannes Hinrichsen in Berlin, 1953 zurückerworben) und Edvard Munchs Der Heimweg (an Hildebrand Gurlitt in Hamburg). Museum und Stadtverwaltung kamen damit in etlichen Fällen einer Beschlagnahmung von „Entarteter Kunst“ durch den „Führerauftrag“ vom 27. Juli 1937 zuvor. Die Lage war in dieser Zeit so verworren, dass Hupp am 4. März 1937 an den Kulturdezernenten Ebel wörtlich schrieb:

„Wir mögen tun, was wir wollen: angegriffen werden wir auf jeden Fall. Es kommen für diese Angriffe folgende Gruppen in Frage: 1. diejenigen Kreise der Partei, mit denen die NS-Kulturgemeinde enge Beziehungen unterhält, 2. die vielleicht noch schärfere Richtung, die sich anscheinend um die SS hier gruppiert, 3. ganz im Gegenteil wieder diejenigen Kreise, denen wir zu ‚rosenbergianisch‘ sind. 4. alle diejenigen Künstler, die wir nicht ausstellen können.“

1937 schickte Joseph Goebbels, der Reichsminister für Volksaufklärung und Propaganda, eine Kunstkommission, die aus der „Galerie der Neuzeit“ weitere Werke, die stilistisch oder inhaltlich anstößig waren, entfernte. In einer ersten Beschlagnahmeaktion nahm sie am 6. Juli neun Gemälde und elf Papierarbeiten mit, um sie auf der Münchner Ausstellung Entartete Kunst zu präsentieren. Bei ihrer Auswahl unterschied sie etwa bei Werken von älteren Künstlern wie Lovis Corinth und Wilhelm Lehmbruck zwischen Schaffensphasen, die akzeptiert wurden, und solchen, die abzulehnen waren. Entsprechend diesem „Zweiteilungsverfahren“ setzte die Stadt Düsseldorf ihre Ankäufe von Werken teilweise verfemter Künstler wie Artur Erdle, Pudlich, Jupp Rübsam und Walter Ophey fort. Ein Werk von Edgar Degas tauschte sie 1937 gegen Lehmbrucks Josef Kainz als Hamlet ein.
Vermutlich zwischen April und Anfang Juli 1937 erfolgte die letzte Eröffnung der „Galerie der Neuzeit“, diesmal als „Rheinisch-westfälische Galerie“ im Zusammenhang mit der geplanten Reichsausstellung Schaffendes Volk. Unter Berücksichtigung möglicher Vorbehalte aus verschiedenen Stellen nationalsozialistischer Kulturpolitik und unter Zugrundelegung einer Liste des Oberbürgermeisters mit 25 genehmigten Künstlern hatte Hupp seine Ausstellung soweit umgestellt, dass sie mit dem Programm der ursprünglichen Präsentation des Jahres 1935 kaum noch etwas gemein hatte. Die vier Ausstellungssäle bekamen neue thematische Bezeichnungen:
- Die Generation bis 1880
- Die Generation der 80er-Jahre
- Die Generation der 90er-Jahre und des ersten Jahrzehnts des 20. Jahrhundert
- Skulptur/Plastik.

Diese Ausstellung dauerte nur wenige Tage. Sie schloss bereits am 19. Juli 1937 ihre Pforten. Offenbar war geplant, die Ausstellung zu einem späteren Zeitpunkt wieder zu eröffnen. So wurden noch in den Jahren 1938 und 1939 Werke von Hans Breker für die „Galerie der Neuzeit“ erworben.